# Buzura annulata
Buzura annulata là một loài bướm đêm trong họ Geometridae.